# ميخائيل إل. وينشتاين
ميخائيل إل. وينشتاين (بالإنجليزية: Michael L. Weinstein)‏ هو ضابط ومحامي أمريكي، ولد في عقد 1950.

## وصلات خارجية
- ميخائيل إل. وينشتاين على موقع إن إن دي بي (الإنجليزية)